# Distrito arqueológico e histórico de la Prisión Japonesa
El Distrito arqueológico e histórico de la Prisión Japonesa (en inglés: Japanese Jail Historic and Archeological District) se localiza en Garapan (Isla de Saipán) en las Islas Marianas del Norte, una dependencia de Estados Unidos en el Océano Pacífico, se trata de un llamado "distrito histórico" que fue incluido en el Registro Nacional de Lugares Históricos de Estados Unidos (U.S. National Register of Historic Places) en el 2011. La lista incluye dos estructuras y 15 sitios integrantes. Abarca ruinas de una cárcel que fue construida en 1930 y que se utilizó hasta 1944 poco antes de la derrota de Japón en la Segunda Guerra Mundial.